# 水島宏明
水島 宏明（みずしま ひろあき、1957年（昭和32年）10月21日 - ）は、日本のジャーナリスト、メディア研究者。元上智大学文学部新聞学科教授。元法政大学社会学部メディア社会学科教授。専門はテレビ報道論、デジタルジャーナリズム、ドキュメンタリー制作、貧困報道。長らくテレビディレクターやテレビプロデューサーを務めた。

## 略歴
北海道札幌市出身。北海道札幌北高等学校を経て、1982年に東京大学法学部を卒業。同年から札幌テレビ放送 (STV) で勤務を始め、記者としてNNNロンドン特派員（1988年～1992年）や同ベルリン支局長（1998年～2003年）などを務めた。
テレビディレクターをしていた1987年、札幌市白石区の母子家庭でDV被害者のシングルマザーが生活保護を申請できずに餓死した「札幌母親餓死事件」を知り、生活保護制度の問題点をまとめたドキュメンタリー番組『母さんが死んだ―生活保護の周辺』を手掛けた。この番組は1987年度の「ギャラクシー賞」を受賞したほか、翌1988年には「地方の時代映像祭」優秀賞、「世界テレビ映像祭」海外審査員賞などを獲った。水島は番組放送後にこれを『母さんが死んだ　―しあわせ幻想の時代に―』という題名で書籍化し、1990年2月にひとなる書房から出版した。この本は1994年の文庫化（現代教養文庫）を経てロングセラーとなり、2014年3月1日にひとなる書房から新装増補版が刊行されている。1997年1月26日には、准看護婦制度の問題点をテーマとしたドキュメンタリー番組『天使の矛盾～さまよえる准看護婦～』を制作した。
2003年に日本テレビ放送網へ移籍し、同局のドキュメンタリー番組『NNNドキュメント』でチーフディレクターを務めた。同番組で、貧困のため寝泊まりする場としてインターネットカフェを利用するホームレス状態の人々を取材し、2007年1月28日に『ネットカフェ難民 漂流する貧困者たち』と題して放送した。この報道の際に造語した「ネットカフェ難民」の語が定着し、同年の「新語・流行語大賞」のトップテン入りを果たした。また、『ネットカフェ難民―見えないホームレス急増の背景』により、2008年の「芸術選奨文部科学大臣賞」放送部門を受賞した。2006年4月からは朝の情報番組『ズームイン!!SUPER』に解説委員（新聞・解説担当）として出演した。
2012年に日本テレビ放送網を退社。同年から2016年まで法政大学社会学部メディア社会学科で教授（映像ジャーナリズム）を務めた。2016年4月からは上智大学文学部新聞学科で教授（テレビやインターネットなどのジャーナリズム論、貧困とメディア）となっている。また、日本におけるブラック企業の頂点を決める『ブラック企業大賞』の実行委員でもある。

## 著書

### 単著
- 『母さんが死んだ―しあわせ幻想の時代に』ひとなる書房、1990年2月。
  - 文庫版：現代教養文庫ベスト・ノンフィクション、社会思想社、1994年3月1日。ISBN 978-4390114684
  - 新装増補版：ひとなる書房、2014年3月1日。ISBN 978-4894642041
- 『ネットカフェ難民と貧困ニッポン』日本テレビ放送網、2007年12月20日。ISBN 978-4820300069
- 『内側から見たテレビ　―やらせ・捏造・情報操作の構造―』朝日新書486、朝日新聞出版、2014年11月13日。ISBN 978-4022735867

### 共著
- 共著：金平茂紀、永田浩三、五十嵐仁『テレビはなぜおかしくなったのか 〈原発・慰安婦・生活保護・尖閣問題〉報道をめぐって』高文研、2013年。ISBN 978-4874985014

### 編著
- 水島宏明編、水島ゼミ取材班著『想像力欠如社会』弘文堂、2018年3月28日。ISBN 978-4335950391